# Liostomia afzelii
Liostomia afzelii är en snäckart som först beskrevs av Warén 1991.  Liostomia afzelii ingår i släktet Liostomia, och familjen Pyramidellidae. Arten är reproducerande i Sverige.